# Faculté des sciences de Paris-Cité
La faculté de sciences d'Université Paris-Cité est un regroupement de composantes d'Université Paris-Cité créé en 2020. Située principalement sur les campus des Grands Moulins et de Saint-Germain-des-Prés, au 45, rue des Saints-Pères, elle accueille près de 9 300 étudiants.
La 9 composantes de la faculté couvrent les champs des sciences fondamentales, des sciences biomédicales, de la chimie, de l'informatique, des mathématiques, la physique, l'électronique, l'informatique et des sciences du vivant.

## Historique

### Origines du centre universitaire des Saints-Pères
La faculté des sciences d'Université Paris-Cité est principalement issue du regroupement des composantes universitaires en sciences des universités Paris-V et Paris-VII, elles-mêmes issues de la scission de la faculté des sciences de Paris après 1968.
En 1929, des projets de déménagement de la faculté de médecine de Paris voient le jour, différents emplacements ont été envisagés avant de retenir, en 1934, celui de l'hôpital de la Charité, rue des Saints-Pères. La construction est confiée à Jacques Debat-Ponsan, Louis Madeline et Armand Guéritte mais entre-temps une partie du terrain est attribuée à la construction d'une école primaire, ce qui oblige les architectes à envisager un bâtiment plus élevé que prévu initialement. Commencés en 1936, les travaux doivent être interrompus en 1942 sur ordre des autorités allemandes.
À la Libération, de nouveaux débats naissent : il est envisagé d'installer la faculté de médecine ailleurs et d'affecter le bâtiment encore inachevé à d'autres institutions (PTT, École nationale supérieure des beaux-arts, École nationale des ponts et chaussées). Toutefois, l'affectation initiale finit par être confirmée et les travaux reprennent pour une inauguration en 1953.

### Les sciences à Jussieu, puis transfert aux Grands-Moulins
Après les événements de Mai 68, la loi sur l'enseignement supérieur « Faure » réorganise le système universitaire français. L'université de Paris est découpée et les universités Paris V et Paris VII sont créées au 1er janvier 1970. Trois unités de l'ancienne faculté des sciences de Paris sont divisées entre Paris VI et Paris VII, les unités d'algèbre et géométrie, de biochimie, et de biologie génétique, et trois unités sont créées par regroupement de membres de dix unités ayant rejoint Paris VI, une unité de biologie, une unité de physique et une unité de chimie, auxquelles s'ajoute la création d'un département de géologie. Ces unités sont restées sur le campus de Jussieu, alors partagé entre les universités Paris VI et Paris VII.
Jusqu'en 2005, le campus de Jussieu compte près de 40 000 étudiants, soit le double de l'effectif prévu initialement, hébergeant simultanément trois établissements universitaires, dont les universités Paris VI et Paris VII. Après un relevé cadastral des locaux de l'université effectué en 1989, l'université Paris-VII n'a posé la question du déménagement du campus qu'au début des années 1990 : il s'est avéré que le coût final de location de locaux tampons aurait été aussi élevé que le coût de construction de locaux neufs.
En novembre 1995, Jean-Pierre Dedonder, alors président de l'université Paris VII, présente le projet de déménagement aux autorités de tutelle. La dénomination Paris Rive Gauche (PRG) concerne non seulement le projet de déménagement mais aussi le site d'implantation définitif de la totalité des composantes (hors secteur santé). L'université, convaincue par le coût onéreux et long des travaux engendrés par de telles remises aux normes, poursuit alors sa politique de création de nouveaux bâtiments sur le nouveau campus des Grands Moulins, tout en permettant ainsi une meilleure clarification de la répartition des locaux avec sa consœur l'université Paris VI et l'Institut de physique du globe. Le conseil d'administration de l'université, réuni le 19 novembre 1996, se prononce unanimement en faveur du déménagement. 
La première pierre des premiers bâtiments a été posée le 30 septembre 2004 par François Fillon, alors Ministre de l'Éducation nationale, et celle des quatre derniers le 21 janvier 2011 par Valérie Pécresse, alors Ministre de l'Enseignement supérieur et de la Recherche.
Le 1er janvier 2020, les composantes scientifiques des universités de Paris VII Diderot et de Paris V Descartes sont regroupées au seine de la faculté des sciences d'Université Paris-Cité, nouvellement créée.

### Le scandale du Centre de don des corps
En mai 2021, l'établissement Université Paris-Cité, qui a succédé à l'université Paris-Descartes, est mis en examen pour « d’atteinte à l’intégrité d’un cadavre » dans le cadre du scandale du Centre de don des corps, révélé le 26 novembre 2019 par le magazine d'actualité français L'Express, sur les conditions de conservation indignes de corps et d'organes humains confiés au Centre de don des corps de l'UFR des Sciences fondamentales et biomédicales de l'université,,.
Le 4 juin 2021, l'ancien président de l'université Frédéric Dardel est également mis en examen pour « atteinte à l’intégrité d’un cadavre ».

## Composantes
L’université se compose de sept unités de formation et de recherche, dont cinq sur le campus des Grands Moulins et deux sur le campus Saint-Germain-des-Prés, ainsi que l'École d'ingénieurs Denis-Diderot et l'Institut universitaire de technologie de Paris, site Pajol. S'y ajoutent, hors des composantes mentionnées ci-dessus des départements, laboratoires de recherche et services communs créés par délibération du conseil d'administration de l'université Paris-Cité.

### Unités de formation et de recherche
- UFR des sciences fondamentales et biomédicales, situé au sein du campus Saint-Germain-des-Prés, anciennement le centre universitaire des Saints-Pères et ancienne annexe de la faculté de médecine de Paris. Le campus abritait l'ancien Centre de don des corps de l'université[20] ;
  - Saints-Pères Paris Institute for the Neurosciences (SPINN, CNRS, UMR 8003)
  - Integrative Neuroscience and Cognition Center (INCC, CNRS, UMR 8002)
  - Laboratoire de chimie et biochimie pharmacologiques et toxicologiques (LCBPT, CNRS, UMR 8601)
  - Laboratoire T3S (INSERM, UMR 1124)
  - BioMedTech Facilities (INSERM, CNRS, UMS 2009)
- UFR de chimie, campus des Grands Moulins ;
- UFR d'informatique, campus des Grands Moulins ;
- UFR de mathématiques, campus des Grands Moulins ;
- UFR de mathématiques et informatique, campus Saint-Germain-des-Prés ;
  - Laboratoire MAP5 (CNRS, UMR 8145)
  - Laboratoire d’informatique de Paris-Descartes (LIPADE)
- UFR de physique, campus des Grands Moulins ;
- UFR des sciences du vivant, campus des Grands Moulins.

### Instituts et écoles
- École d'ingénieurs Denis-Diderot (EIDD), campus des Grands Moulins ;
- Institut universitaire de technologie de Paris-Cité Rives de Seine, campus Pajol.

## Informations pratiques
- Doyen : Maximilien Cazayous

La faculté (chiffres 2023), en quelques chiffres :
- 9 600 étudiants ;
- 2 701 enseignants-chercheurs
- 2 340 personnels administratifs ;
- 7 unités de formation et de recherche ;
- 1 institut universitaire de technologie ;
- 1 école d'ingénieur ;
- 42 laboratoires de recherche.

## Anciens étudiants de la faculté
La faculté des sciences compte parmi ses anciens étudiants, la chercheuse en biologie Alice Meunier, la biomathématicienne Dominique Costagliola, la géophysicienne Mioara Mandea ou encore l'astronome et astrophysicienne Fabienne Casoli. 